# Cattleya schroederiana
Cattleya schroederiana är en orkidéart som beskrevs av Heinrich Gustav Reichenbach. Cattleya schroederiana ingår i släktet Cattleya och familjen orkidéer. Inga underarter finns listade i Catalogue of Life.